# Wangan Midnight
Wangan Midnight (湾岸ミッドナイト?, Wangan Middonaito) è un manga di genere automobilistico ideato da Michiharu Kusunoki nel 1991, da cui nel 2007 è stato tratto un anime televisivo in 26 puntate.
In Italia sia il manga sia l'anime sono inediti, esiste però una traduzione completa amatoriale dell'anime in forma di sottotitoli.

## Trama
Akio Asakura è un diciottenne con una grande passione per l'automobilismo sportivo, e decide di comprarsi un'auto.
In un autodemolitore trova una vecchissima Nissan S30 dotata di un motore pesantemente elaborato, da tutti soprannominata Devil Z in quanto fu causa di vari incidenti mortali, nell'ultimo dei quali perse la vita un giovane che si chiamava esattamente come il protagonista.
Così Akio inizia la sua avventura nel mondo dello street racing sulla Wangan, bellissima autostrada di Tokyo famosa per le velocità che si possono raggiungere, l'opera si ispira al famigerato Mid night club e parla della rivalità tra la Porsche 930 (964 nel manga e anime) e la Nissan S130 (S30 nel manga e anime).

## Personaggi
Akio Asakura (朝倉アキオ, Asakura Akio) - il protagonista della storia. Appassionato di auto, inizialmente possiede una Nissan Fairlady Z (Z31) che usa per correre clandestinamente sulla Wangan (tratto autostradale che passa in vicinanza della baia di Tokyo). Dopo una sconfitta abbandona la Z31 e rimette in strada una Nissan Fairlady Z (S30) trovata presso un demolitore. Quest'auto è chiamata "Devil Z" perché causò tanti incidenti mortali in passato. Monta un motore  L-series 3100 cc bi-turbo (inizialmente 2800 cc prima dell'aumento di cilindrata), .
Reina Akikawa (秋川零奈, Akikawa Reina) - Giovane modella. Presenta un programma televisivo sulle automobili intitolato "Drive Go Go!" Incontra Akio sulla Wangan, ma tra loro due non c'è niente. Lei guida una Nissan Skyline GT-R R32 da 400 CV, poi potenziata a 600 CV.
Tatsuya Shima (島達也, Shima Tatsuya) - Principale rivale di Akio. La sua auto è una RUF CTR 'Yellowbird' (964) 3600 cc turbo, denominata da tutti "Blackbird" poiché di colore nero.

## Film live action
Negli anni sono stati realizzati molti film per il mercato home video che ripercorrono in modo accurato la storia del manga, ad eccezione del fatto che Akio ha circa trent'anni. Molti appassionati giapponesi hanno apprezzato i film per il fatto che mostrano realisticamente la dinamica delle corse e la velocità delle auto.  
- Wangan Midnight (湾岸MidNight), 1991
- Wangan Midnight II (湾岸ミッドナイトII), 1993
- Wangan Midnight III (湾岸ミッドナイトIII), 1993
- Wangan Midnight 4 (湾岸ミッドナイト4), 1993
- Wangan Midnight Special Director's Cut Complete Edition (湾岸ミッドナイトスペシャル ディレクターズカット完全版), 1994
- Wangan Midnight Final: GT-R Legend - Act 1 (湾岸ミッドナイト FINAL ~GT-R伝説 ACT1~), 1994
- Wangan Midnight Final: GT-R Legend - Act 2 (湾岸ミッドナイト FINAL ~GT-R伝説 ACT2~), 1994
- Devil GT-R Full Tuning (魔王GT-R チューニングのすべて), 1994
- Showdown! Devil GT-R (対決!魔王GT-R), 1994
- Wangan Midnight S30 vs. Gold GT-R - Part I (新湾岸ミッドナイト S30vsゴールドGT-R Part I), 1998
- Wangan Midnight S30 vs. Gold GT-R - Part II (新湾岸ミッドナイト S30vsゴールドGT-R Part II), 1998
- Wangan Midnight Return (湾岸ミッドナイト リターン), 2001
- Wangan Midnight The Movie (湾岸MidNight Movie), 2009

Solo l'ultimo film live action è stato proiettato nei cinema, ed è ispirato alla serie animata uscita poco tempo prima.